# Albo d'oro del campionato slovacco di calcio
La pagina elenca le squadre vincitrici del massimo livello del campionato slovacco di calcio, istituito per la prima volta nel 1993 dopo la scissione della Cecoslovacchia in Repubblica Ceca e Repubblica Slovacca.

## Albo d'oro

### 1925-1933
Campionato non ufficiale giocato solo tra squadre slovacche. Il campionato si giocava in maniera parallela con il campionato cecoslovacco.
| Anno      | Vincitore          |
| --------- | ------------------ |
| 1925      | I. ČSŠK Bratislava |
| 1925-1926 | I. ČSŠK Bratislava |
| 1927      | I. ČSŠK Bratislava |
| 1927-1928 | Žilina             |
| 1928-1929 | Žilina             |
| 1929-1930 | I. ČSŠK Bratislava |
| 1930-1931 | Ligeti SC          |
| 1931-1932 | I. ČSŠK Bratislava |
| 1932-1933 | SK Rusj Uzhorod    |

### 1939-1944
| Anno      | Vincitore                | Secondo posto        | Terzo posto          |
| --------- | ------------------------ | -------------------- | -------------------- |
| 1939      | Sparta Považská Bystrica | I. ČSŠK Bratislava   | Žilina               |
| 1939-1940 | I. ČSŠK Bratislava       | AC Považská Bystrica | Žilina               |
| 1940-1941 | I. ČSŠK Bratislava       | FC Vrútky            | AC Považská Bystrica |
| 1941-1942 | I. ČSŠK Bratislava       | FC Vrútky            | Žilina               |
| 1942-1943 | OAP Bratislava           | I. ČSŠK Bratislava   | AC Považská Bystrica |
| 1943-1944 | I. ČSŠK Bratislava       | OAP Bratislava       | Rapid Trnava         |

### Superliga
| Anno             | Vincitore                     | Secondo posto             | Terzo posto               | Capocannoniere                                                                    |
| ---------------- | ----------------------------- | ------------------------- | ------------------------- | --------------------------------------------------------------------------------- |
| 1993-1994 (1ª)   | Slovan Bratislava (1)         | Inter Slovnaft Bratislava | DAC Dunajská Streda       | Pavol Diňa (DAC Dunajská Streda, 19 gol)                                          |
| 1994-1995 (2ª)   | Slovan Bratislava (2)         | Košice                    | Inter Slovnaft Bratislava | Róbert Semeník (Banská Bystrica, 18 gol)                                          |
| 1995-1996 (3ª)   | Slovan Bratislava (3)         | Košice                    | Spartak Trnava            | Róbert Semeník (FC Košice, 29 gol)                                                |
| 1996-1997 (4ª)   | Košice (1)                    | Spartak Trnava            | Inter Slovnaft Bratislava | Jozef Kožlej (FC Košice, 22 gol)                                                  |
| 1997-1998 (5ª)   | Košice (2)                    | Spartak Trnava            | Inter Slovnaft Bratislava | Ľubomír Luhový (Spartak Trnava, 17 gol)                                           |
| 1998-1999 (6ª)   | Slovan Bratislava (4)         | Inter Slovnaft Bratislava | Spartak Trnava            | Martin Fabuš (Ozeta Dukla Trenčín, 19 gol)                                        |
| 1999-2000 (7ª)   | Inter Slovnaft Bratislava (1) | Košice                    | Slovan Bratislava         | Szilárd Németh (Inter Bratislava, 16 gol)                                         |
| 2000-2001 (8ª)   | Inter Slovnaft Bratislava (2) | Slovan Bratislava         | Ružomberok                | Szilárd Németh (Inter Bratislava, 23 gol)                                         |
| 2001-2002 (9ª)   | Žilina (1)                    | Púchov                    | Inter Slovnaft Bratislava | Marek Mintál (MŠK Žilina, 21 gol)                                                 |
| 2002-2003 (10ª)  | Žilina (2)                    | Artmedia Petržalka        | Slovan Bratislava         | Marek Mintál (MŠK Žilina) e Martin Fabuš (Trenčín/MŠK Žilina) (20 gol)            |
| 2003-2004 (11ª)  | Žilina (3)                    | Dukla B.B.                | Ružomberok                | Roland Števko (Ružomberok, 17 gol)                                                |
| 2004-2005 (12ª)  | Artmedia Petržalka (1)        | Žilina                    | Dukla B.B.                | Filip Šebo (Petržalka, 22 gol)                                                    |
| 2005-2006 (13ª)  | Ružomberok (1)                | Artmedia Bratislava       | Spartak Trnava            | Róbert Rák (FC Nitra) e Erik Jendrišek (Ružomberok) (21 gol)                      |
| 2006-2007 (14ª)  | Žilina (4)                    | Artmedia Bratislava       | Slovan Bratislava         | Tomáš Oravec (Artmedia Bratislava, 16 gol)                                        |
| 2007-2008 (15ª)' | Artmedia Petržalka (2)        | Žilina                    | Nitra                     | Ján Novák (FC Košice, 17 gol)                                                     |
| 2008-2009 (16ª)  | Slovan Bratislava (5)         | Žilina                    | Spartak Trnava            | Pavol Masaryk (Slovan Bratislava, 15 gol)                                         |
| 2009-2010 (17ª)  | Žilina (5)                    | Slovan Bratislava         | Dukla B.B.                | Róbert Rák (Nitra, 18 gol)                                                        |
| 2010-2011 (18ª)  | Slovan Bratislava (6)         | Senica                    | Žilina                    | Filip Šebo (Slovan Bratislava, 22 gol)                                            |
| 2011-2012 (19ª)  | Žilina (6)                    | Spartak Trnava            | Slovan Bratislava         | Pavol Masaryk (Ružomberok, 18 gol)                                                |
| 2012-2013 (20ª)  | Slovan Bratislava (7)         | Senica                    | AS Trenčín                | David Depetris (AS Trenčín, 16 gol)                                               |
| 2013-2014 (21ª)  | Slovan Bratislava (8)         | AS Trenčín                | Spartak Trnava            | Tomáš Malec (AS Trenčín, 14 gol)                                                  |
| 2014-2015 (22ª)  | AS Trenčín (1)                | Žilina                    | Slovan Bratislava         | Jan Kalabiška (Senica) e Matej Jelić (Žilina, 19 gol)                             |
| 2015-2016 (23ª)  | AS Trenčín (2)                | Slovan Bratislava         | Spartak Myjava            | Gino van Kessel (AS Trenčín, 17 gol)                                              |
| 2016-2017 (24ª)  | Žilina (7)                    | Slovan Bratislava         | Ružomberok                | Filip Hlohovský (Žilina) e Seydouba Soumah (Slovan Bratislava) (20 gol)           |
| 2017-2018 (25ª)  | Spartak Trnava (1)            | Slovan Bratislava         | DAC Dunajská Streda       | Samuel Mráz (Žilina, 19 gol)                                                      |
| 2018-2019 (26ª)  | Slovan Bratislava (9)         | Žilina                    | DAC Dunajská Streda       | Andraž Šporar (Slovan Bratislava, 29 gol)                                         |
| 2019-2020 (27ª)  | Slovan Bratislava (10)        | Žilina                    | DAC Dunajská Streda       | Andraž Šporar (Slovan Bratislava,12 gol), Milan Ristovski (Nitra, 12 gol)         |
| 2020-2021 (28ª)  | Slovan Bratislava (11)        | DAC Dunajská Streda       | Spartak Trnava            | Dawid Kurminowski (Žilina, 19 gol)                                                |
| 2021-2022 (29ª)  | Slovan Bratislava (12)        | Ružomberok                | Spartak Trnava            | Jakub Kadák (Trenčín, 13 gol)                                                     |
| 2022-2023 (30ª)  | Slovan Bratislava (13)        | DAC Dunajská Streda       | Spartak Trnava            | Nikola Krstović (DAC Dunajská Streda, 18 gol)                                     |
| 2023-2024 (31ª)  | Slovan Bratislava (14)        | DAC Dunajská Streda       | Spartak Trnava            | Róbert Polievka (Banská Bystrica) e Tigran Barseġyan (Slovan Bratislava) (13 gol) |
| 2024-2025 (32ª)  | Slovan Bratislava (15)        | Žilina                    | Spartak Trnava            | Tigran Barseġyan (Slovan Bratislava) (20 gol)                                     |

## Statistiche

### Titoli per squadra
| Squadra           | Vittorie | Stagioni |
| ----------------- | -------- | --- |
| Slovan Bratislava | 15       | 1993-1994, 1994-1995, 1995-1996, 1998-1999, 2008-2009, 2010-2011, 2012-2013, 2013-2014, 2018-2019, 2019-2020, 2020-2021, 2021-2022, 2022-2023, 2023-2024, 2024-2025 |
| Žilina            | 7        | 2001-2002, 2002-2003, 2003-2004, 2006-2007, 2009-2010, 2011-2012, 2016-2017                                                                                         |
| VSS Košice        | 2        | 1996-1997, 1997-1998 |
| Inter Bratislava  | 2        | 1999-2000, 2000-2001 |
| Petržalka         | 2        | 2004-2005, 2007-2008 |
| AS Trenčín        | 2        | 2014-2015, 2015-2016 |
| Ružomberok        | 1        | 2005-2006 |
| Spartak Trnava    | 1        | 2017-2018 |

### Titoli per città
| Città      | Titoli | Squadre vincenti                                            |
| ---------- | ------ | ----------------------------------------------------------- |
| Bratislava | 19     | Slovan Bratislava (15), Inter Bratislava (2), Petržalka (2) |
| Žilina     | 7      | Žilina (7)                                                  |
| Košice     | 2      | VSS Košice (2)                                              |
| Trenčín    | 2      | AS Trenčín (2)                                              |
| Ružomberok | 1      | Ružomberok (1)                                              |
| Trnava     | 1      | Spartak Trnava (1)                                          |